# Calonotos chalcipleura
Calonotos chalcipleura är en fjärilsart som beskrevs av George Francis Hampson 1898. Calonotos chalcipleura ingår i släktet Calonotos och familjen björnspinnare. Inga underarter finns listade i Catalogue of Life.